# Historyczny zespół miasta Poznania

Herb Poznania

Historyczny zespół miasta Poznania – obszar Poznania obejmujący historyczny zespół miejski z Ostrowem Tumskim, Zagórzem, Chwaliszewem i lewobrzeżnym Starym Miastem lokacyjnym ze średniowiecznymi osadami podmiejskimi oraz założeniem urbanistyczno-architektonicznym projektu Josepha Stübbena z początku XX w., a także Fortem Winiary, obecnie Parkiem Cytadela.

## Granica obszaru
Granica obszaru przebiega od mostu kolejowego nad rzeką Cybiną wzdłuż wschodniego brzegu rzeki, kanału Ulgi oraz rzeki Warty do mostu Królowej Jadwigi. Dalej po osi mostu, wzdłuż osi ulic Królowej Jadwigi, Górnej Wildy, Niedziałkowskiego, Topolowej, Wierzbięcice, Stanisława Matyi, Towarowej do ulicy Skośnej. Następnie osią ulic: Skośnej, Święty Marcin do mostu Uniwersyteckiego, wzdłuż wschodniej strony linii kolejowej do wiaduktu nad aleją Niepodległości. Obejmuje cały obszar Parku Cytadela (Fort Winiary), a następnie przebiega osią ulic: gen. Tadeusza Kutrzeby, Północnej, Garbary do wiaduktu kolejowego i dalej wzdłuż linii kolejowej po jej południowej stronie do mostu kolejowego nad rzeką Cybiną.

## Pomnik historii
Zespół uznany został za pomnik historii rozporządzeniem Prezydenta Rzeczypospolitej Polskiej z dnia 28 listopada 2008.

## Galeria

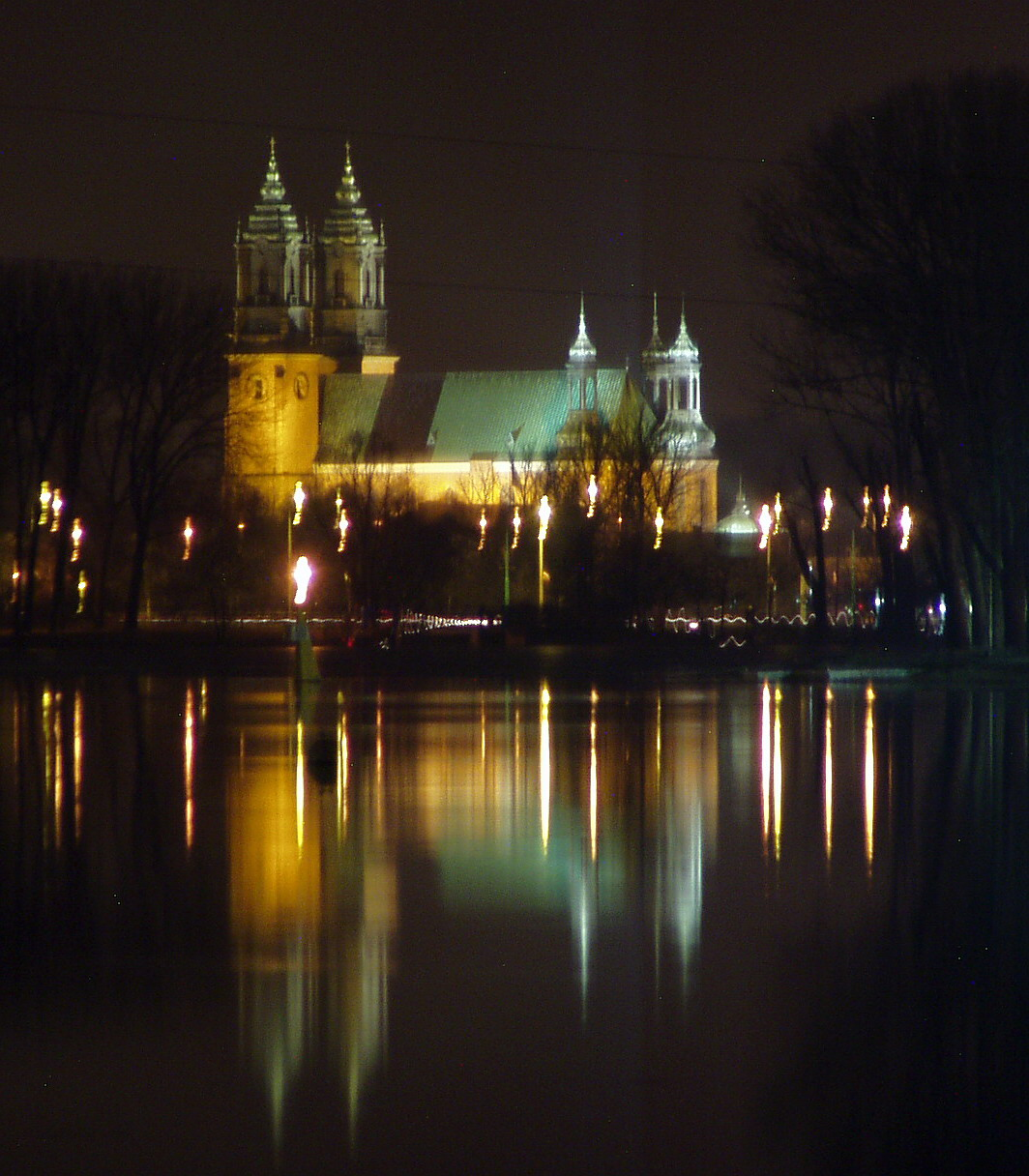
Bazylika archikatedralna Świętych Apostołów Piotra i Pawła w Poznaniu
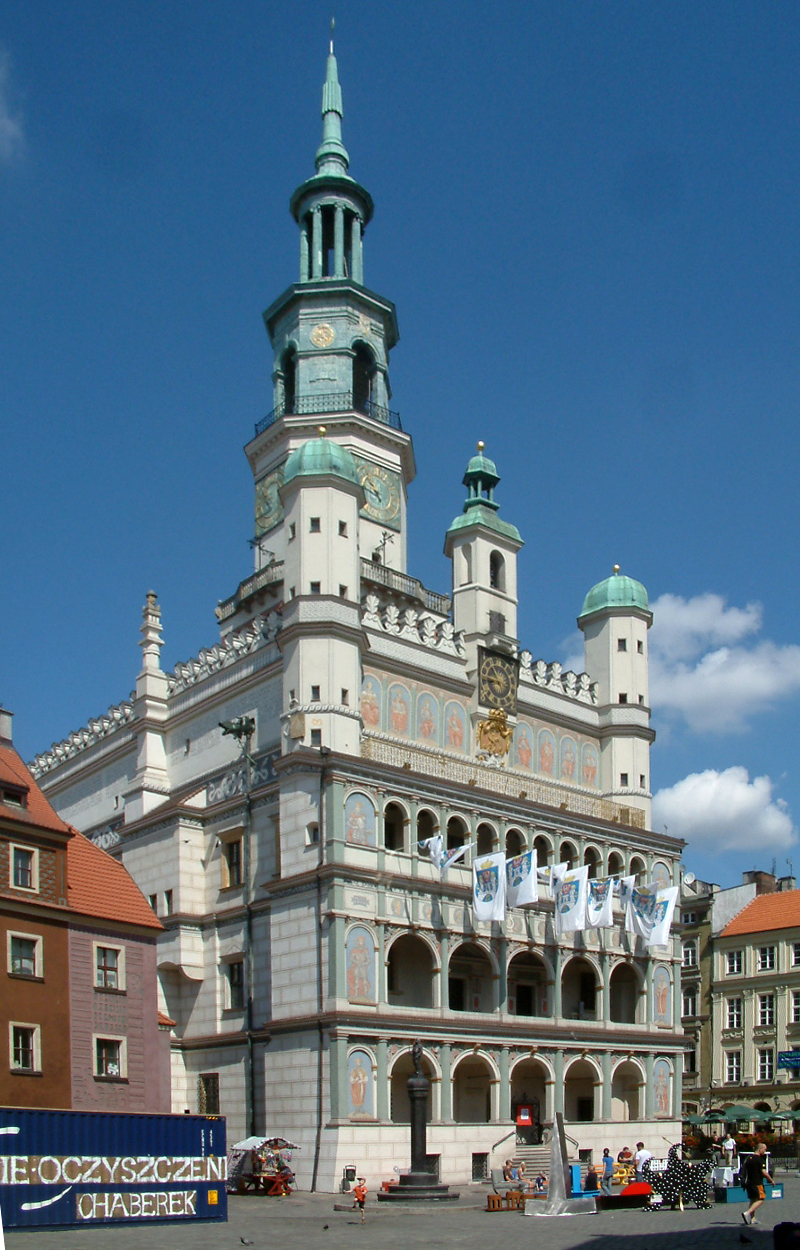
Ratusz w Poznaniu
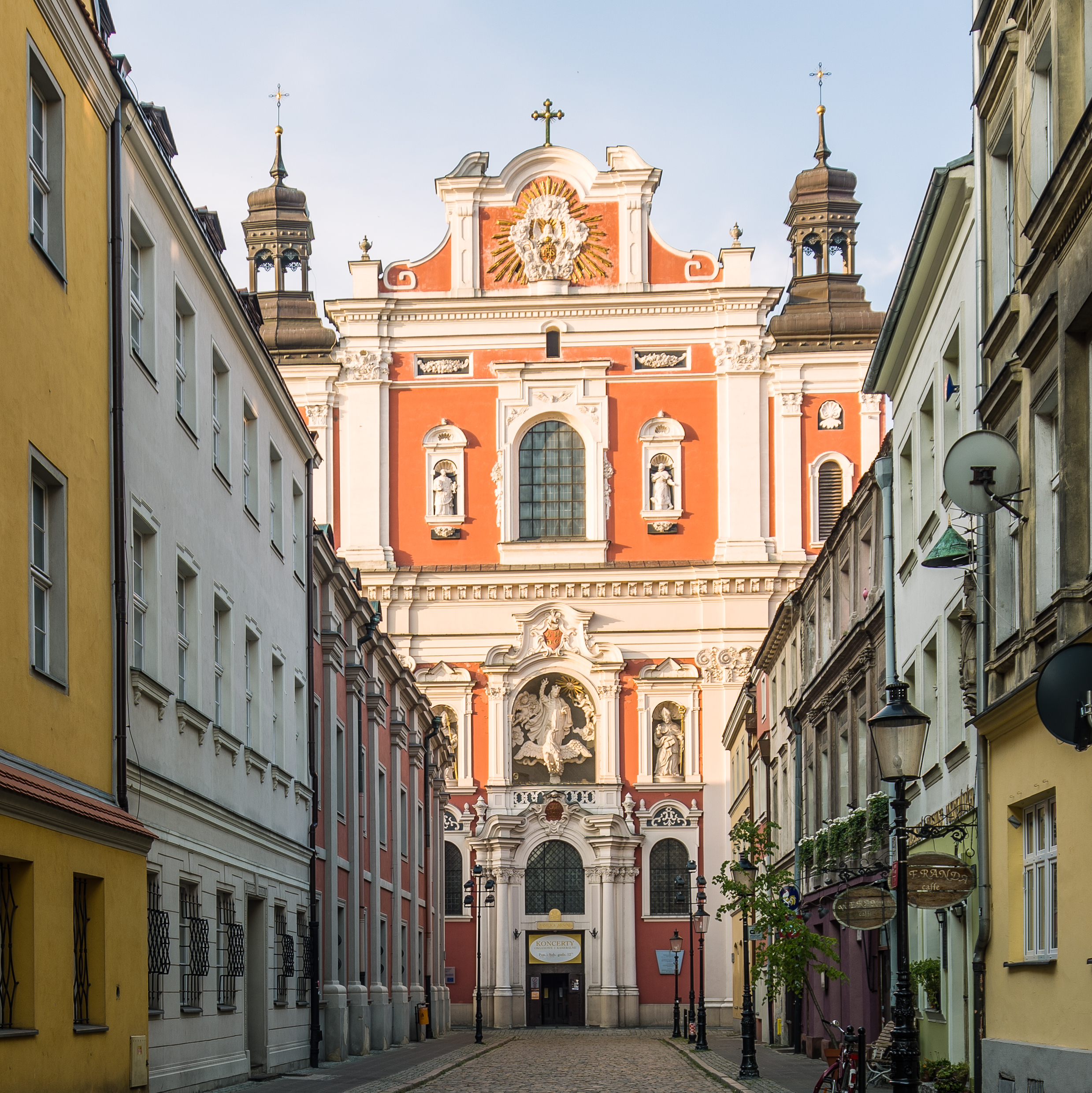
Kolegiata Matki Boskiej Nieustającej Pomocy i św. Marii Magdaleny w Poznaniu
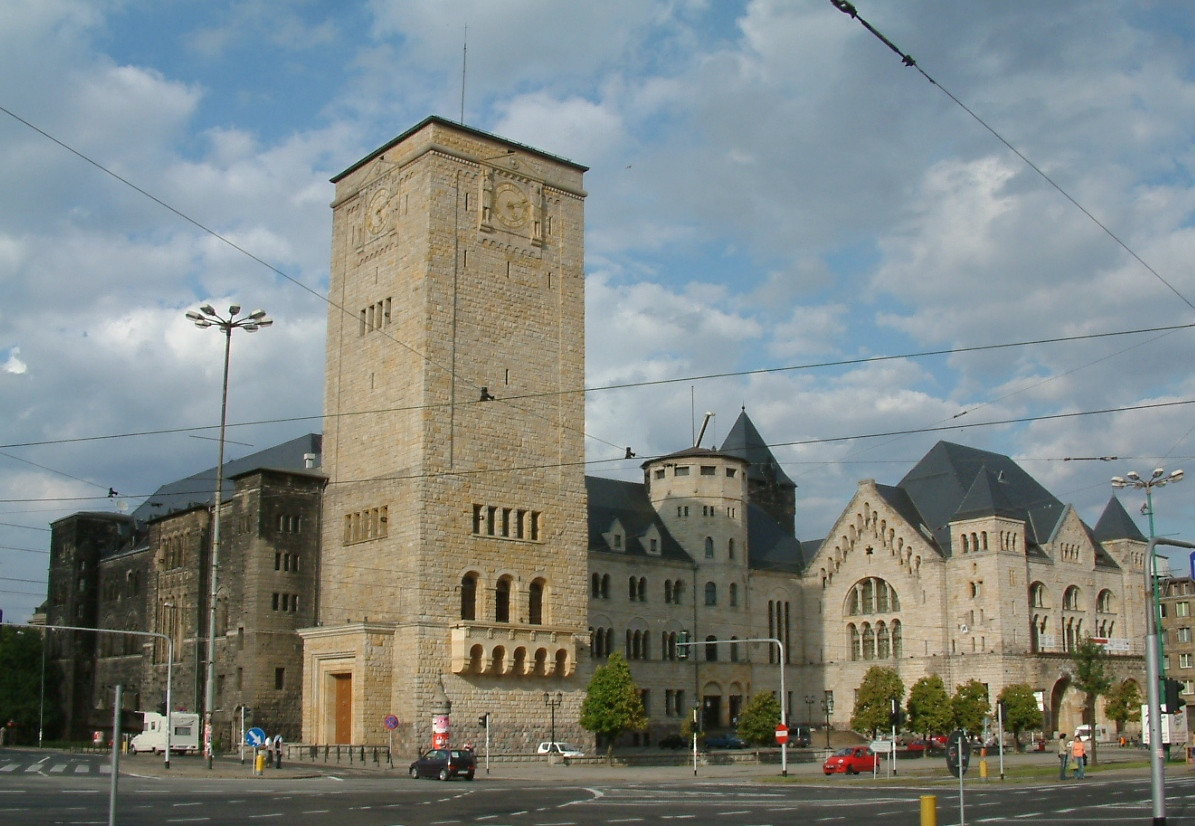
Dzielnica Cesarska w Poznaniu
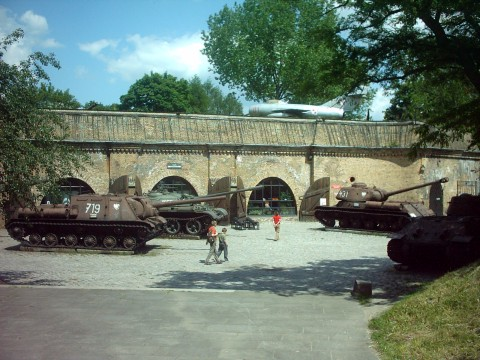
Fort Winiary